# サービスルーム
サービスルーム (service room) は、マンションなどの間取りの一つで、「準備室」の意味をもつ。採光や通風などの点で建築基準法の基準を充たしていない空間のため、居住用の部屋としてでなくいわゆる納戸と同じ扱い。居住しても特に構わない。記号はS。「2LDK + S」などと表記されたり、間取り図の室名にただ「S」と書かれているのはサービスルームのことである。